# Manewry jesienne
Manewry jesienne (węg.:Tatárajárás; niem.: Herbstmanöver) – operetka Imre Kálmána w trzech aktach z 1907 roku. Premiera w języku węgierskim do libretta Karla von Bakonyiego miała miejsce w Budapeszcie w lutym 1908 roku. 20 stycznia 1909 roku wystawiono operetkę w Theater an der Wien w Wiedniu. Libretto zostało przerobione na język niemiecki przez Roberta Bodanzkyego.
Manewry jesienne stanowią debiut operetkowy Kálmána. Przedstawiają historię zubożałego porucznika huzarów von Lörentyego, który podczas manewrów zostaje wraz z całym pułkiem zakwaterowany w okolicy zamku swoich przodków. Należy on obecnie do pięknej baronowej Rizy, w której Lörenty był niegdyś zakochany, i która dla pieniędzy poślubiła innego. Dumny porucznik odmawia przybycia na zamek, lecz zakochana w nim nadal wdowa bierze sprawy w swoje ręce i historia kończy się szczęśliwie. Premiera wiedeńska okazała się wielkim sukcesem kompozytora. Spektakl został wystawiony 265 razy w Wiedniu, a następnie gościł na wielu scenach europejskich. W Warszawie miał premierę 12 marca 1910 roku.

## Historia utworu
Sukces Wesołej wdówki Lehára zainteresował Kálmána operetką. Zaczął poszukiwać odpowiedniego libretta. Wreszcie przedstawił Karolowi von Bakonyi, czołowemu libreciście Budapesztu, pomysł operetki, której akcja toczy się na manewrach.  Operetka pod tytułem Tatárjárás (Klęska Tatarów) miała premierę w Budapeszcie w lutym 1908 roku. Sława operetki w marcu dotarła do Wiednia i sprowadziła do Budapesztu, poszukującego nowych talentów dyrektora Theater an der Wien Wilhelma Karczaga. Wraz z Karczagiem przyjechali Karl Wallner i Leo Fall, który miał ocenić wartość muzyczną utworu. Po przedstawieniu spotkali się z Kálmánem. Chcieli koniecznie - wspominał później kompozytor - pozyskać tę operetkę. Librettem byli zachwyceni, a Leo Fall wychwalał muzykę słowami, których zazwyczaj żaden kompozytor wobec swego rywala nie używa. 22 stycznia 1909 roku operetka w niemieckiej wersji językowej, jako Manewry Jesienne została wystawiona w Wiedniu.
Theater an der Wien zapewnił młodemu kompozytorowi znakomitą obsadę. Wystąpili Otto Storm, Pallenberg i Luiza Kartouch. Krytyka zajęła wobec debiutanta postawę wyczekującą. Utwór nazwano miłym i przyjemnym, pochwały dotyczyły sposobu wkomponowania w partyturę sygnałów muzycznych armii austriackiej. Natomiast publiczność zareagowała entuzjastycznie. Utwór miał 265 przedstawień w Wiedniu. Był potem z niemieckiej wersji tłumaczony na inne języki i wystawiany na scenach europejskich, w Warszawie 12 marca 1910 roku. W Polsce rolę Marosiego śpiewała Barbara Kostrzewska, a Wallersteina - Redo, Rapacki, Sempoliński i Michał Znicz. W głównych rolach wystąpili: jako Riza Wiktoria Kawecka, Lucyna Messal i Maryla Karwowska, a jako Lörenthy - Władysław Szczawiński i Bolesław Mierzejewski.

## Osoby
- von Lahonay - generał huzarów
- Treska - jego córka
- Riza von Marbach - baronowa
- von Emmerich - rotmistrz
- von Lörenthy - porucznik
- Wallerstein - kadet rezerwy
- Marosi - ochotnik
- Starke - zarządca
- Lajos - kamerdyner
- Ekles, Wulft, Virag, Turi, Fekete, Molnar, Felseck, Juriczicz, Sturmfried - huzarzy[3]

## Treść

### Akt I
Baronowa Riza von Marbach zaprosiła oficerów huzarów, odbywających w okolicy jesienne manewry, na przyjęcie  do pałacu. Rządca Sterke ponagla kamerdynera Lajosa. Ten wspomina barona von Marbacha, który wyzuł z majątku poprzedniego właściciela tych ziem von Lörenthego, po czym umarł zostawiając cały majątek młodej i pięknej żonie.
Nadchodzi Riza z gośćmi, którzy proszą ją, by im zaśpiewała. Przybywają też oficerowie, wśród których prym wiedzie roześmiany i rozśpiewany Marosi. Wśród oficerów jest również porucznik von Lörenthy, syn dawnego właściciela pałacu, który przed laty musiał opuścić dom. Teraz na widok znanych miejsc ogarnia go wzruszenie. W Lörenthym zakochała się młodziutka córka dowódcy huzarów, generała von Lahonaya, Treska. Próbuje rozproszyć jego smutek i nakłonić go do miłosnych wyznań. Lörenthy twierdzi jednak, że przeżyty zawód miłosny nie pozwala mu pokochać żadnej kobiety. Treska zostaje z Marosim, który stara się, bez powodzenia, zainteresować ją swoją osobą.
Riza wychodzi powitać rotmistrza Emmericha i jego huzarów i natyka się na Lörenthego. Oboje są zmieszani tym spotkaniem. Lörenthy nie chcąc wchodzić do pałacu i ponownie spotkać Rizy, proponuje rezerwiście Wallersteinowi, że obejmie za niego wartę, a on będzie mógł pójść na przyjęcie. Riza odnajduje jednak porucznika. Przed laty łączyła ich gorąca miłość. Riza zmuszona przez okoliczności wyszła za barona nigdy jednak nie przestała kochać Lörenthego i teraz błaga go, by jej uwierzył i wybaczył. Lörenthy nie może zapomnieć przeżytego przed laty zawodu i zaklina się, że nigdy nie przekroczy progu jej pałacu, a jeśliby to kiedykolwiek uczynił, zostanie w nim na zawsze.

### Akt II
Trwa bal w pałacu. Marosi żartuje z Wallersteina i umizga się do Treski. Riza poproszona o piosenkę rozpoczyna śpiewać, kiedy do pałacu wbiega Lörenthy informując kolegów, że nieprzyjaciel atakuje. Oficerowie w pośpiechu opuszczają pałac. Lörenthy nie może, bo Riza powołuje się na dane niedawno słowo, że jeśli wejdzie do pałacu, to pozostanie w nim na zawsze.
Koledzy Lörenthego zostają okrążeni i wzięci do niewoli. Generał Lahonay pomstuje na huzarów, którzy przetańczyli manewry.

### Akt III
Nazajutrz Lörenthy bierze całą winę za klęskę jego oddziału na siebie. Generał, który sprzyja uczuciu córki do porucznika i lubi jego samego, nie zamierza wyciągać zbyt surowych konsekwencji względem niego. Tymczasem Riza niespokojna o los ukochanego zwierza się Tresce ze swych uczuć i opowiada o wczorajszych nieporozumieniach.
Lörenthy na złość Rizie oświadcza się Tresce. W końcu jednak nie jest w stanie dłużej przeciwstawiać się skłonności serca. Wyznaje Rizie swą miłość i prosi o wybaczenie. Riza chętnie wybacza. O oświadczynach dowiedział się jednak tymczasem generał Lahonay i bardzo z tego zadowolony chce pobłogosławić młodych. Treska po rozmowie z Rizą zdaje sobie jednak sprawę, że jej zauroczenie porucznikiem nie jest w stanie konkurować z tym uczuciem, o którym słuchała i rezygnuje. Lörenthy może połączyć się z Rizą, a Tresce pozostaje Marosi, który śpiewa dla niej: Pójdź, pójdź, kotku biały.

## O operetce
Utwór odznacza się efektowną, pełną temperamentu muzyką, łączącą romantyzm duetów miłosnych z elementami humorystycznymi wywodzącymi się z kabaretowych kupletów. Kálmán znakomicie charakteryzuje postaci bohaterów - arystokratów i żołnierzy. Zwłaszcza postaci drugoplanowe jak Marosi czy Waltterstein stały się ulubionymi kreacjami wielu sław operetkowych. Manewry jesienne stanowią zapowiedź tego co w niedalekiej przyszłości kompozytor miał rozwinąć, zyskując światową sławę - syntezę realizmu i romantyzmu, węgierskiego temperamentu i wiedeńskiego liryzmu. Do najlepszych partii operetki należą: ognisty Marsz huzarski, piosenka o księżycu, walc Serca kobiet, uczuciowa pieśń Nigdy cię nie zapomniałem, kuplet o „przyjacielu Löbl” i duet-buffo Pójdź, pójdź, kotku biały.